# Sphagnum chinense
Sphagnum chinense är en bladmossart som beskrevs av Bridel 1827. Sphagnum chinense ingår i släktet vitmossor, och familjen Sphagnaceae. Inga underarter finns listade i Catalogue of Life.